# 大角竜敏
大角 竜敏（おおすみ たつとし、1979年11月18日 - ）は、日本の元男子バレーボール選手。

## 来歴
北海道出身。親戚の勧誘により、札幌北栄中学1年のときにバレーボールを始める。
北海道工業高校（現北海道科学大学高等学校）から法政大学へ進学し、全日本ジュニア代表などを経験。大学卒業後の2002年にNECブルーロケッツに入団した。
2008年に前年度黒鷲旗大会優勝チームの主将として急遽、第57回黒鷲旗大会の選手宣誓の大役を任され、黒鷲旗大会終了後に引退した大村悟から正式にチームの主将を引き継いだ。
2009年5月、NECの無期限休部に伴い、現役引退した。

## 人物
- 2012年12月、待望の長男誕生[要出典]。

## 所属チーム
- 北海道工業高校
- 法政大学
- NECブルーロケッツ（2002-2009年）